# Walter Spengler (Unternehmer)
Walter Spengler (* 17. Juli 1917 in Basel; † 27. Dezember 1988 in Monte-Carlo, heimatberechtigt in Lengwil) war ein Schweizer Unternehmer, Firmengründer und Kunstmäzen.

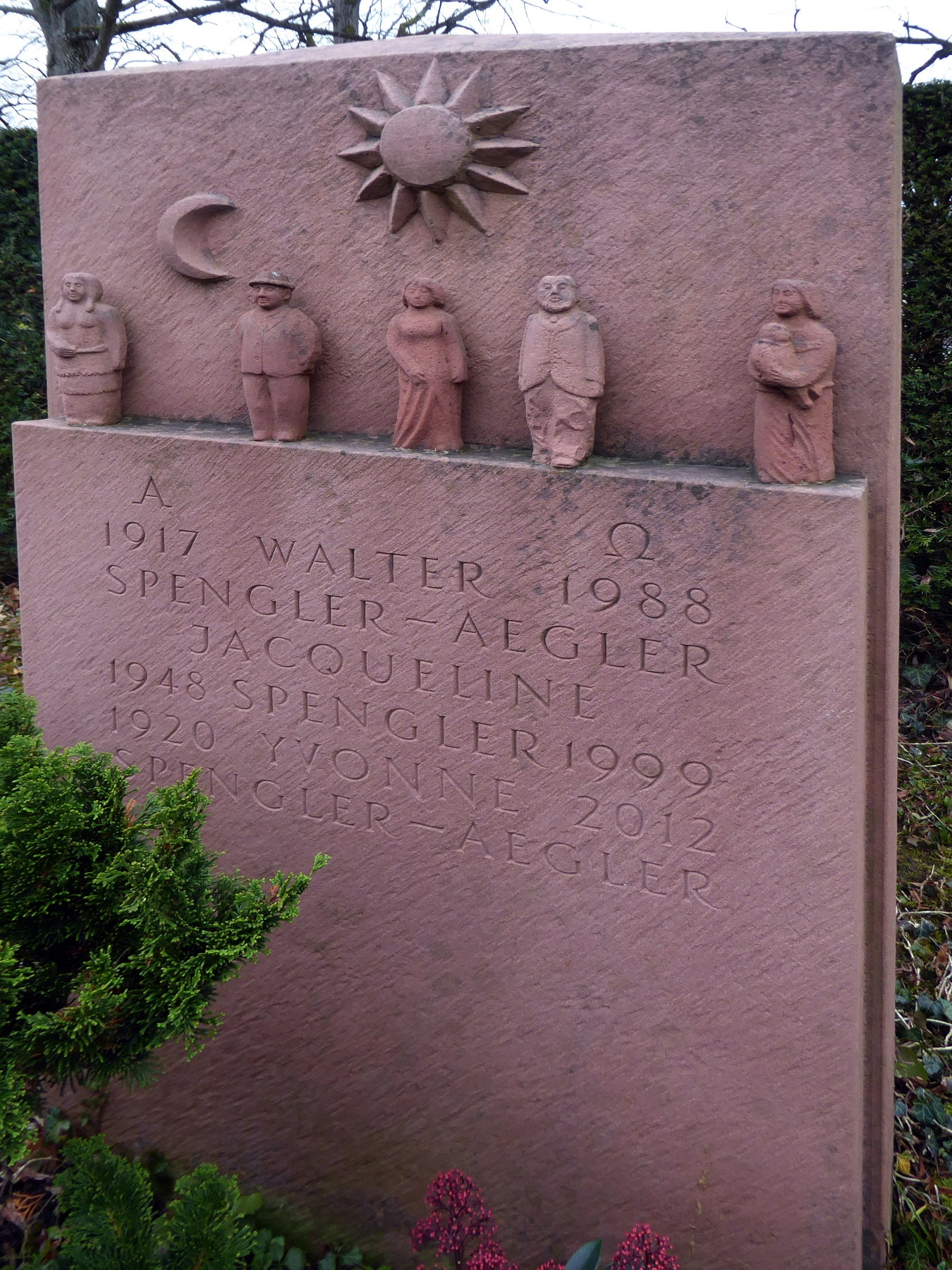
Grab auf dem Basler Friedhof am Hörnli

## Leben und Werk
Walter Spengler absolvierte in Basel eine kaufmännische Lehre und gründete 1942 eine Handelsfirma, aus der 1959 das Versandhaus Spengler AG hervorging. 1975 führte er als einer der ersten Unternehmer in der Schweiz die 40-Stunden-Woche für das Verkaufspersonal ein. 2004 wurde das Unternehmen von der Schild AG übernommen. Spengler war u. a. ein wichtiger Mäzen von Francis Béboux und mit diesem befreundet.
Walter Spengler war seit 1945 mit Yvonne (1920–2012), geborene Aegler, verheiratet. Seine letzte Ruhestätte fand er auf dem Friedhof am Hörnli. Die Grabplastik schuf Peter Moilliet. 